# Arraiá da Veveta
Arraiá da Veveta é um álbum de remix  da cantora brasileira, Ivete Sangalo, lançado em 21 junho de 2020. A obra traz regravações de clássicos do forró de Geraldo Azevedo, Dominguinhos, Ary Lobo, Fagner e Gilberto Gil  além de duas versões de músicas da própria Ivete, "Vem Meu Amor" e "Flor do Reggae", modificadas dentro do gênero. Ganhou o Grammy Latino de Melhor álbum de Raízes em Língua Portuguesa

## Lista de faixas
| N.º            | Título                      | Compositor(es)                                                         | Produtor(es)   | Duração |  |
| 1.             | "Último Pau de Arara"       | J.Guimaraes Radames Venancio Corumba                                   | Venancio       | 2:37    |  |
| 2.             | "Eu Só Quero Um Xodó"       | Anastacia Dominguinhos                                                 | Venancio       | 2:42    |  |
| 3.             | "Esperando na Janela"       | Targino Goldim Manuca Almeida Raimundinho do Arcodeon                  | Venancio       | 3:32    |  |
| 4.             | "O Chevete da Menina"       | Durval Vieira Macambira                                                | Venancio       | 3:13    |  |
| 5.             | "Dona da Minha Cabeça"      | Geraldo Azevedo Fausto Nilo                                            | Venancio       | 3:05    |  |
| 6.             | "Chorando e Canta do"       | Geraldo Azevedo Nilo Fausto                                            | Venancio       | 3:20    |  |
| 7.             | "Táxi Lunar"                | Geraldo Azevedo Zé Ramalho Alceu Valença                               | Venancio       | 3:23    |  |
| 8.             | "Vem Meu Amor"              | Gui Jaguarai Rodrigues Silvio                                          | Venancio       | 3:23    |  |
| 9.             | "Flor do Reggae/Mega Beijo" | Ivete Sangalo Nelton Cerqueira Santos Fabio Carvalho de Souza Lourenço | Venancio       | 3:43    |  |
| Duração total: | Duração total:              | Duração total:                                                         | Duração total: | 29:30   |  |